# Municipio de Straban
El municipio de Straban (en inglés: Straban Township) es un municipio ubicado en el condado de Adams en el estado estadounidense de Pensilvania. En el año 2000 tenía una población de 4539 habitantes y una densidad poblacional de 50.9 personas por km².

## Geografía
El municipio de Straban se encuentra ubicado en las coordenadas 39°52′00″N 77°07′59″O / 39.86667, -77.13306.

## Demografía
Según la Oficina del Censo en 2000 los ingresos medios por hogar en la localidad eran de $44 008 y los ingresos medios por familia eran $51 979. Los hombres tenían unos ingresos medios de $30 231 frente a los $22 336 para las mujeres. La renta per cápita para la localidad era de $19 530. Alrededor del 5.4% de la población estaban por debajo del umbral de pobreza.